# Kari Lahtinen
Kari Lahtinen, Lacu, finsk trumslagare, mest känd som medlem av Hanoi Rocks. 

## Biografi

### De tidiga åren
Lahtinen är en av Finlands mest kända trumslagare inom rockmusiken. Han är född i den finska staden Tammerfors och här inledde han sin musikerkarriär tillsammans med den tidigare Hanoi Rocks-basisten Timo Laine och andra artister. Han spelade i lokala band och från hans åttiotalsproduktion kan främst nämnas att han ibland hoppade in som batterist i glamrockprojektet Nuket (Dockorna). I mitten av 1990-talet startade han gruppen Siunattu Hulluus (Välsignade Galenskap). Med bandet har han gjort ett antal demoinspelningar. Det är fortfarande aktivt. Det mest notabla från nittiotalet är hans medverkan i gruppen Colme Cowboyta (Tre Cowboys). 

### Hanoi Rocks
Huvudartikel: Hanoi Rocks
Mot slutet av nittiotalet och början av 2000-talet började den stora publiken uppmärksamma Lahtinens yviga spelstil då han tillsammans med två andra tammerforsare (basistkompisen Timo Laine från Nuket och Colme Cowboyta och gitarristen Costello Hautamäki från Popeda) formade Hanoi Rocks-sångaren Michael Monroes soloband. År 2001 anslöt sig Hanoi Rocks-legenden Andy McCoy till truppen, som blev Hanoi Revisited och 2002 bytte de namn till Hanoi Rocks och spelade in skivan 12 Shots On The Rocks. Skivan blev en succé och Hanoi Rocks åkte ut på turné. 2004 lämnade Laine och Hautamäki gruppen. När svenskarna Conny Bloom (gitarr) och Andy Christell (bas) kom in i bandet, började Hanoi Rocks skapa nästa skiva som blev Another Hostile Takeover (2005). Som promotion för skivan gav man en kort konsert på varuhuset Stockmans tak i Helsingfors. Man hade väntat sig 2 000 personer i publiken men 10 000 dök upp. År 2003 hann Lacu också spela in Michael Monroes femte soloskiva Watcha Want.

### Många järn i elden
Lahtinen har hunnit med en mängd olika projekt: i Tammerfors driver han showbandet Mikko Siltala & Instant Superstars, han har spelat med Aimo Pamaus & Luodinkestävät Liivit (Rejäl Explosion & Skottsäkra Västar) och suttit i husbandet Metalhearts på en nattklubb. Dessutom har han ett soloband vid namn Technical Justice och hoppar ibland in för heavy metal-bandet Snakegod. Han spelar även i ett coverband vid namn Heep Purple och har spelat in skivan The Leadstar (2005) med E.Vil och turnerat med Graham Bonnett och The 69 Eyes.

## Lacus band
- Colme Cowboyta
- Siunattu Hulluus
- Heep Purple
- Michael Monroe Band
- Hanoi Revisited
- Hanoi Rocks
- Metalhearts
- Snakegod
- Technical Justice
- E.Vil Band

## Diskografi
- 12 Shots On The Rocks (Hanoi Rocks, 2002)
- Watcha Want (Michael Monroe, 2003
- Another Hostile Takeover (Hanoi Rocks, 2005)
- The Leadstar (E.Vil, (2005).